# Jan Hoffmann (Eiskunstläufer)
Jan Hoffmann (* 26. Oktober 1955 in Dresden) ist ein ehemaliger deutscher Eiskunstläufer, der im Einzellauf für die DDR startete. Er ist der Weltmeister von 1974 und 1980 und der Europameister von 1974 und von 1977 bis 1979.
Jan Hoffmanns Trainerin war zunächst Annemarie Halbach, als er von 1963 bis 1966 dem SC Einheit Dresden angehörte. Anschließend trainierte er bei Jutta Müller beim SC Karl-Marx-Stadt.

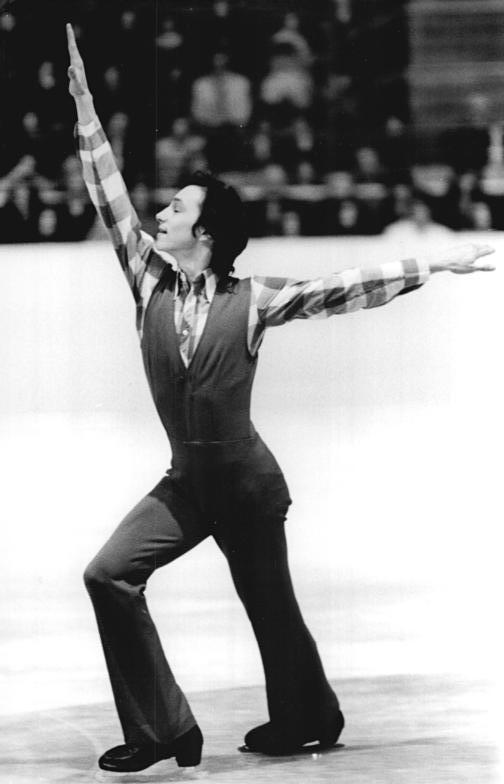
Jan Hoffmann 1974

Bereits 1968 bestritt Hoffmann im Alter von erst 12 Jahren seine ersten Olympischen Spiele. Nachdem er 1971 mit jeweils einem vierten Platz bei der Weltmeisterschaft und Europameisterschaft eine Medaille knapp verpasst hatte und im Jahr darauf bei seinen zweiten Olympischen Spielen sowie bei der Weltmeisterschaft Sechster geworden war, gewann er 1973 mit den Bronzemedaillen bei der Weltmeisterschaft und der Europameisterschaft seine ersten großen internationalen Medaillen. 1974 wurde er schließlich zum ersten Mal Welt- und Europameister, hatte dann jedoch infolge einer Meniskusoperation einen kleinen Karriereknick und fiel für die gesamte Saison 1975 aus. Bei seinen dritten Olympischen Spielen verpasste er mit seinem Vierten Platz 1976 knapp und umstritten eine Medaille. Von 1977 bis 1979 wurde er Europameister und 1977 und 1978 Vizeweltmeister, hinter Wladimir Kowaljow und Charles Tickner. 1980, zum Abschluss seiner Karriere, wurde er Vizeeuropameister und Olympia-Silbermedaillengewinner hinter Robin Cousins. Bei der Eröffnungsfeier der Olympischen Spiele war er außerdem Fahnenträger der DDR-Delegation. Er brachte Cousins aber noch im selben Jahr bei der Weltmeisterschaft eine Niederlage bei und sicherte sich seinen zweiten Weltmeisterschaftstitel. Hoffmann beendete seine Karriere als neunfacher DDR-Meister, vierfacher Europameister und zweifacher Weltmeister.
Jan Hoffmann studierte nach seiner Eiskunstlaufbahn Medizin und ist heute als Facharzt für Orthopädie in Radeberg bei Dresden tätig. Dem Eiskunstlauf blieb er als internationaler Preisrichter erhalten und war auch zeitweise Mitglied im Vorstand der Deutschen Eislauf-Union. Er ist in zweiter Ehe verheiratet und hat zwei Töchter.

## Ergebnisse
| Wettbewerb/Jahr         | 1968 | 1969 | 1970 | 1971 | 1972 | 1973 | 1974 | 1975 | 1976 | 1977 | 1978 | 1979 | 1980 |
| ----------------------- | ---- | ---- | ---- | ---- | ---- | ---- | ---- | ---- | ---- | ---- | ---- | ---- | ---- |
| Olympische Winterspiele | 26.  |      |      |      | 6.   |      |      |      | 4.   |      |      |      | 2.   |
| Weltmeisterschaften     |      |      | 10.  | 4.   | 6.   | 3.   | 1.   |      | 3.   | 2.   | 2.   | 3.   | 1.   |
| Europameisterschaften   |      |      | 9.   | 4.   |      | 3.   | 1.   |      | 3.   | 1.   | 1.   | 1.   | 2.   |
| DDR-Meisterschaften     |      | 2.   | 2.   | 1.   | 2.   | 1.   | 1.   |      | 1.   | 1.   | 1.   | 1.   | 1.   |